# Bão Rai (2021)
Bão Rai (được biết đến ở Philippines là Bão Odette và được Việt Nam định danh là Bão số 9 năm 2021) là một xoáy thuận nhiệt đới hình thành vào cuối năm trong Mùa bão Tây Bắc Thái Bình Dương 2021. Rai là siêu bão cấp 5 đầu tiên trong tháng 12 kể từ bão Nock-ten năm 2016 và cũng là một trong bốn siêu bão cấp 5 được ghi nhận hoạt động trên Biển Đông bên cạnh Pamela (1954), Rammasun (2014) và Yagi (2024) trong kỷ nguyên vệ tinh. Rai hình thành từ 1 áp thấp nhiệt đới mạnh lên từ một nhiễu động nhiệt đới, nó mạnh lên thành bão nhiệt đới rồi sau đó mạnh lên thành bão cấp 1. Bão duy trì cường độ đó trong vòng 2 ngày, đến khi áp sát Philippines thì tăng cường nhanh chóng đến cường độ cực đại (một siêu bão cuồng phong cấp 5) vào ngày 16 tháng 12. Bão đi vào Biển Đông vào ngày 17 tháng 12. Sáng ngày 19 tháng 12, bão đạt cường độ đỉnh lần thứ hai.
Khi Rai đổ bộ Philippines, lượng mưa lớn, gió mạnh và gió giật đã ảnh hưởng đến một số khu vực xung quanh bão. Nhiều khu vực trên khắp Visayas và Mindanao bị mất điện, với ba tỉnh và khu vực bị thiếu dịch vụ liên lạc hơn nữa. Cây cối bị đổ gây cản trở nhiều tuyến đường và lũ lụt là một vấn đề lớn trên khắp các khu vực bị ảnh hưởng, đặc biệt là Bohol, nơi cơn bão được mô tả là "một trong những thiên tai tồi tệ nhất đối với tỉnh". Các con sông cũng tràn qua Cagayan de Oro, trong khi nhiều tòa nhà bị hư hại. Thành phố Surigao được báo cáo là bị hư hại 100%, và viện trợ được kêu gọi. Bohol cũng cầu xin chính phủ giúp đỡ vì những thiệt hại mà Rai gây ra cho khu vực. Ba trăm chín mươi tám người chết ở Philippines đã được xác nhận cho đến nay; một trăm linh năm người tại Bohol, chín mươi sáu người tại Cebu, Bảy mươi tư người tại Negros Oriental, bốn mươi lăm người ở Negros Occidental, hai người ở Bukidnon và một người ở Iloilo và Thành phố Surigao. Thiệt hại ở Bohol ước tính trị giá 5 tỷ ¥ (100 triệu $), trong đó thiệt hại ở Siargao ước tính khoảng 20 tỷ ¥ (401 triệu $).

## Cấp bão
Cấp bão Việt Nam: Cấp 14 ~ 15 - Siêu bão
Cấp bão Nhật Bản: 105 kt - 915 hPa - Bão cuồng phong
Cấp bão Hoa Kỳ: 150 kt - Siêu bão cấp 5
Cấp bão Trung Quốc: 58 m/s (Cấp 17) - 925 hPa - Siêu bão cuồng phong
Cấp bão Đài Loan: 51 m/s - Siêu bão cuồng phong
Cấp bão Hồng Kông: 185 km/h - Siêu bão cuồng phong
Cấp bão Philippines: 185 km/h - Siêu bão cuồng phong

## Lịch sử khí tượng
| Thang bão Saffir–Simpson |     |    |    |    |    |    |
| ATNĐ                     | BNĐ | C1 | C2 | C3 | C4 | C5 |

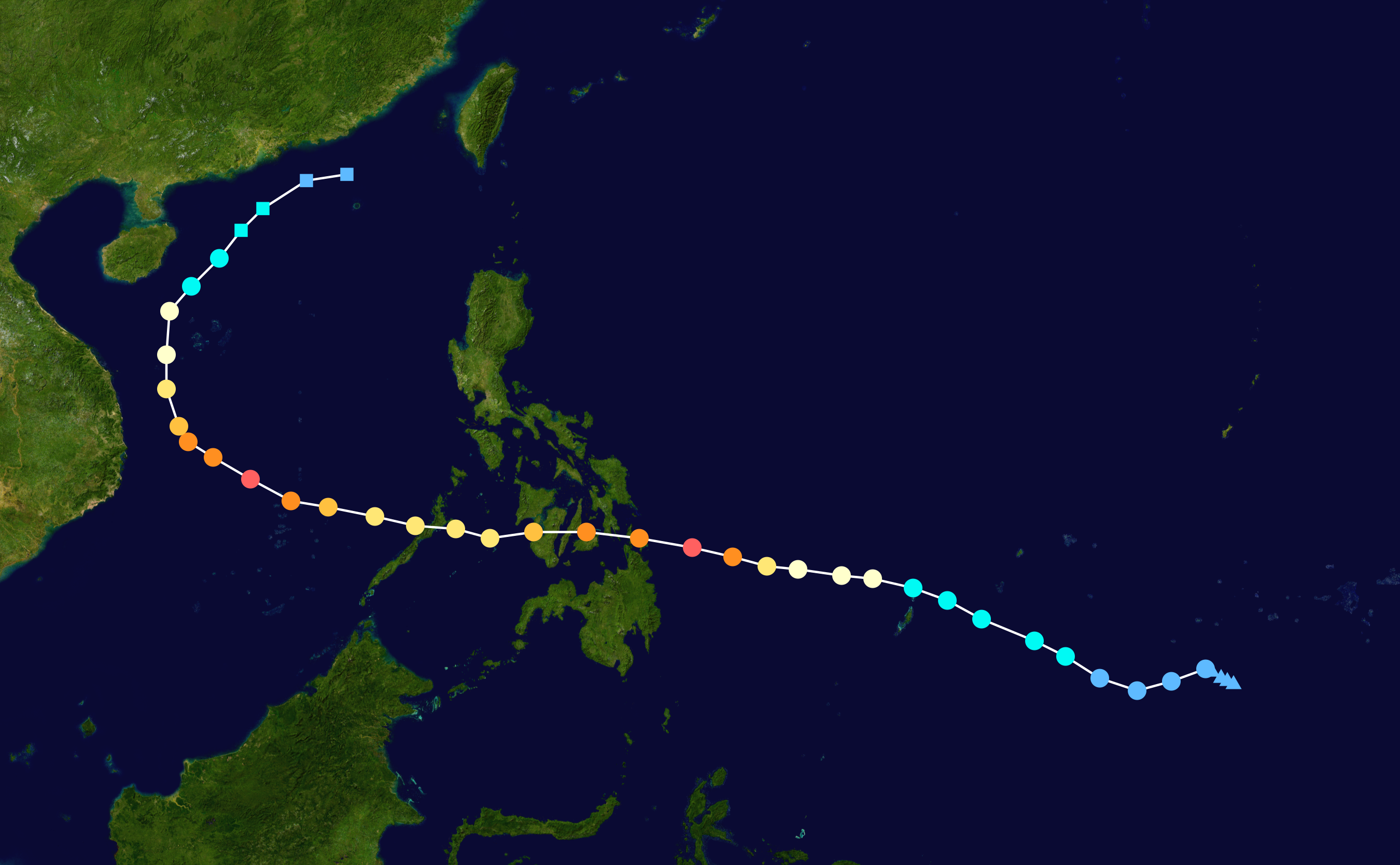
Đường đi của bão Rai, hình thành ở gần Palau, bão mạnh lên cường độ cấp 5 lần 1, sau đó suy yếu thành siêu bão cấp 4 rồi quét vào Philippines sau đó đi vào Biển Đông. Tại giữa biển Đông, gần quần đảo Trường Sa, bão đạt cường độ cao nhất. Bão nhanh chóng suy yếu sau đó tan ở phía Đông Bắc của biển Đông.

Ngày 10/12, một vùng thấp hình thành từ một sóng nhiệt đới ở 4°36′B 142°24′Đ / 4,6°B 142,4°Đ cách Palau khoảng 350 nmi (650 km; 400 mi). Ngày hôm sau, JTWC phân số hiệu cho vùng thấp này là 97W. Sáng 12 tháng 12, vùng thấp được JMA nhìn thấy đặt số hiệu JMA TD 40. 03:00 UTC sáng 13 tháng 12, JTWC nhìn thấy áp thấp nhiệt đới yếu và gán số hiệu là 28W. Chín giờ sau, JMA nâng cấp bão thành bão nhiệt đới, đặt tên cho bão là Rai (số hiệu là 2122). 15:00 UTC cùng ngày, JTWC cũng nâng mức bão lên thành bão nhiệt đới. Sáng sớm ngày 14 tháng 12, JMA nâng cấp bão lên thành bão nhiệt đới dữ dội, sau đó, bão đổ bộ vào Palau. Đến sáng sớm ngày 14 tháng 12, hệ thống đã được nâng cấp thành bão nhiệt đới dữ dội bởi JMA.

Ảnh ra-đa lúc Rai đổ bộ vào Palau

 15:00 UTC ngày 14 tháng 12, JMA nâng cấp bão thành bão cuồng phong, ngay sau đó, JTWC nâng mức bão thành bão cấp 1. Chiều ngày 15 tháng 12, bão được JTWC nâng mức bão thành bão cấp 2. Lúc 00:00 UTC ngày 16 tháng 12, JTWC nâng cấp bão thành siêu bão cấp 4. Bão đạt cực đại lúc 06:48 UTC, bão đạt cấp 5 với sức gió 10 phút/1 phút: 105 kn (195 km/h; 120 mph)/140 kn (260 km/h; 160 mph). Bão suy yếu thành siêu bão cấp 4 sau khi đạt cường độ cực đại không lâu. Chiều 16 tháng 12, bão suy yếu thành bão cấp 4 và hoàn lưu đã bao phủ Philippines. Bão tiếp tục suy yếu thành bão cấp 3 vào sáng 17 tháng 12. Trưa 17 tháng 12, bão suy yếu xuống cấp 14, đồng thời sau đó đi vào Biển Đông trở thành bão số 9 trong năm 2021. Sáng 18 tháng 12, trải qua một chu trình thay thế thành mắt bão khi vừa đặt chân vào nam biển Đông, bão mạnh lên cấp 14, cón Hoa Kỳ đưa bão lên thành bão cấp 3 (thang Hoa Kỳ). Tối 18 tháng 12 bão mạnh lên cấp 15, giật trên cấp 17 nhờ đi vào vùng biển có nhiều điều kiện thuận lợi. Tại đảo Song Tử Tây (quần đảo Trường Sa), gió bão đã mạnh tới 46 m/s, giật 57 m/s (cấp 14 giật cấp 17); bão đã vặn gãy 2 cột đo gió của trạm khí tượng hải văn Song Tử Tây, nhiều cây xanh trên đảo cũng bị bão quật ngã. Cho đến rạng sáng 19 tháng 12, bão tiếp tục mạnh lên thành cấp 5 lần 2 (theo thang bão Hoa Kỳ), Nhật Bản cũng ghi nhận bão đạt cường độ tương đương với lúc nó đổ bộ Philippines (105 kts, 915 hPa) còn Việt Nam vẫn giữ ở cấp 14 ~ 15. Chiều tối 19 tháng 12, bão bắt đầu suy yếu dần. 
Sau chưa đầy 48 giờ kể từ khi đạt cường độ mạnh nhất, bão số 9 đã suy yếu một mạch 10 cấp, từ cấp 15 xuống chỉ còn một vùng áp thấp vào đêm 20 tháng 12. Còn JTWC của Mỹ cũng cho biết bão trở thành một áp thấp cận nhiệt đới vào ngày hôm sau.

Ảnh radar của Rai lúc đỉnh điểm lần 1

Rai trở thành cơn siêu bão cấp 5 thứ ba khi vào biển Đông (sau bão Pamela năm 1954 và Rammasun năm 2014), là siêu bão đạt cấp 5 thứ hai khi được đo đạc ban đầu với số liệu tin cậy (thông số cho cơn bão Pamela có thể cao hơn so với thực tế, thông số cho Rammasun được phân tích lại sau mùa bão) và là siêu bão mạnh nhất từng theo dõi tại biển Đông tính theo áp suất và sức gió mạnh nhất (duy trì trong 10 phút) trên biển đông (từ khi có chuỗi số liệu quan trắc thực tế).

## Chuẩn bị và tác động

### Philippines
Ban đầu, các dự báo uy tín đều cho rằng bão Rai sẽ chỉ đổ bộ vào Philippines ở cường độ bão cuồng phong cấp 2. Tuy nhiên, sau một đêm, bão đã tăng một mạch lên cấp 5 ngay trước khi đổ bộ vào quốc đảo này.

### Việt Nam
Do ảnh hưởng của bão số 9 kết hợp với không khí lạnh nên ở Quy Nhơn (Bình Định) đã có gió mạnh cấp 6, giật cấp 7; Quảng Ngãi-Phú Yên có gió giật cấp 6; đảo Lý Sơn mạnh cấp 7, giật cấp 9. Ở khu vực từ Quảng Nam đến Khánh Hòa đã có mưa vừa, mưa to, có nơi mưa rất to.

## Hình ảnh về bão

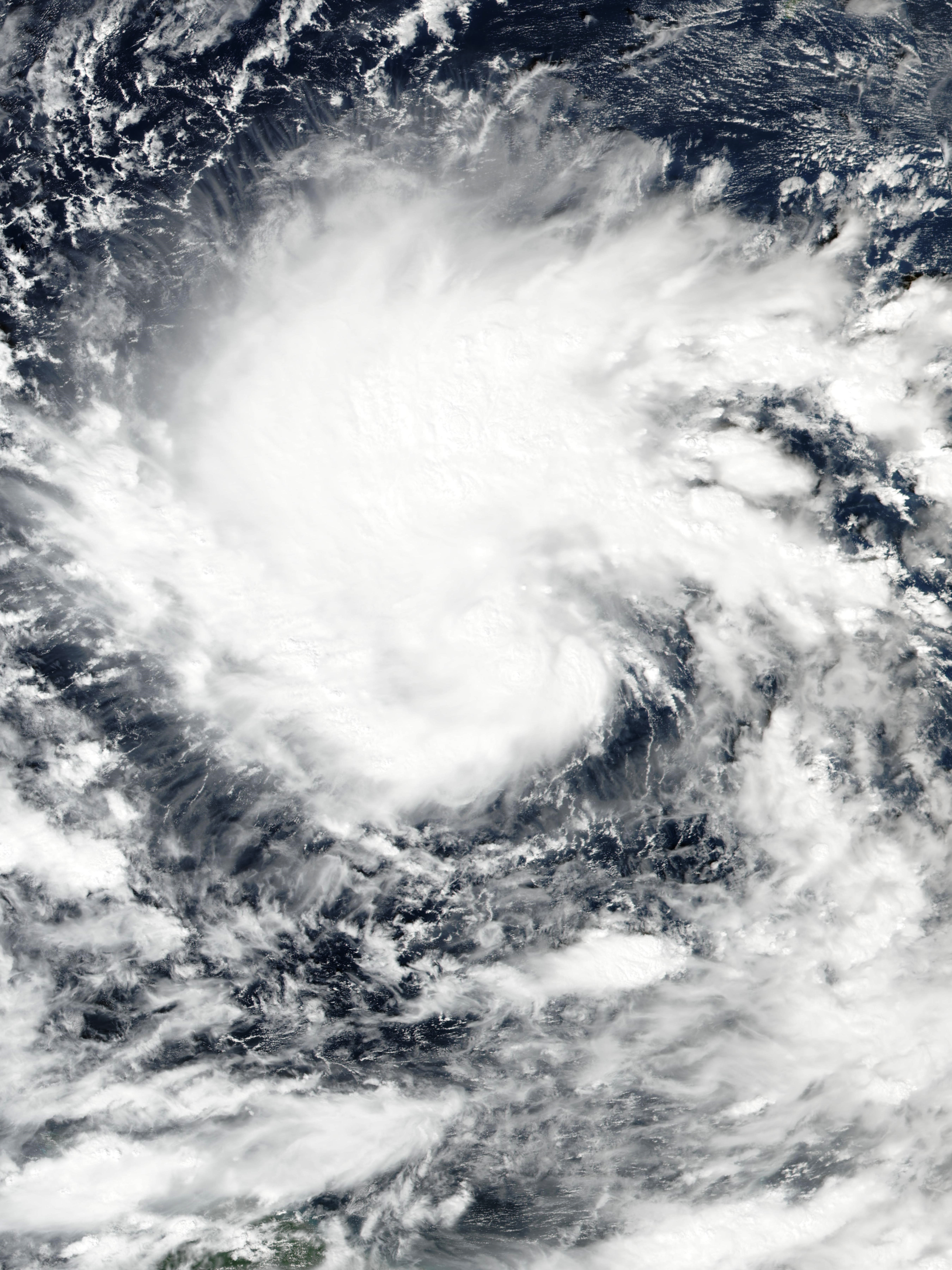
Rai lúc mới hình thành.
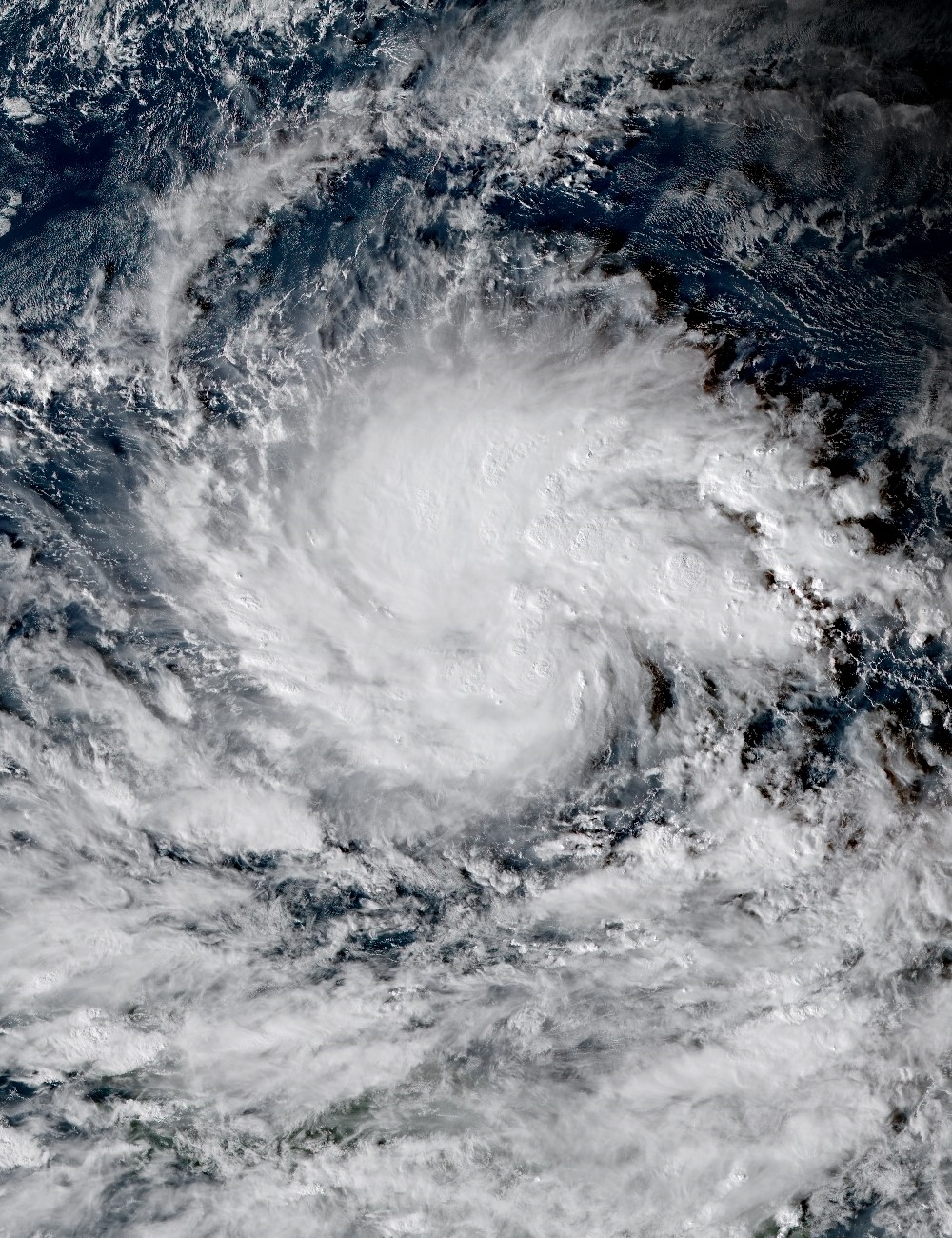
Rai mạnh lên thành bão nhiệt đới.
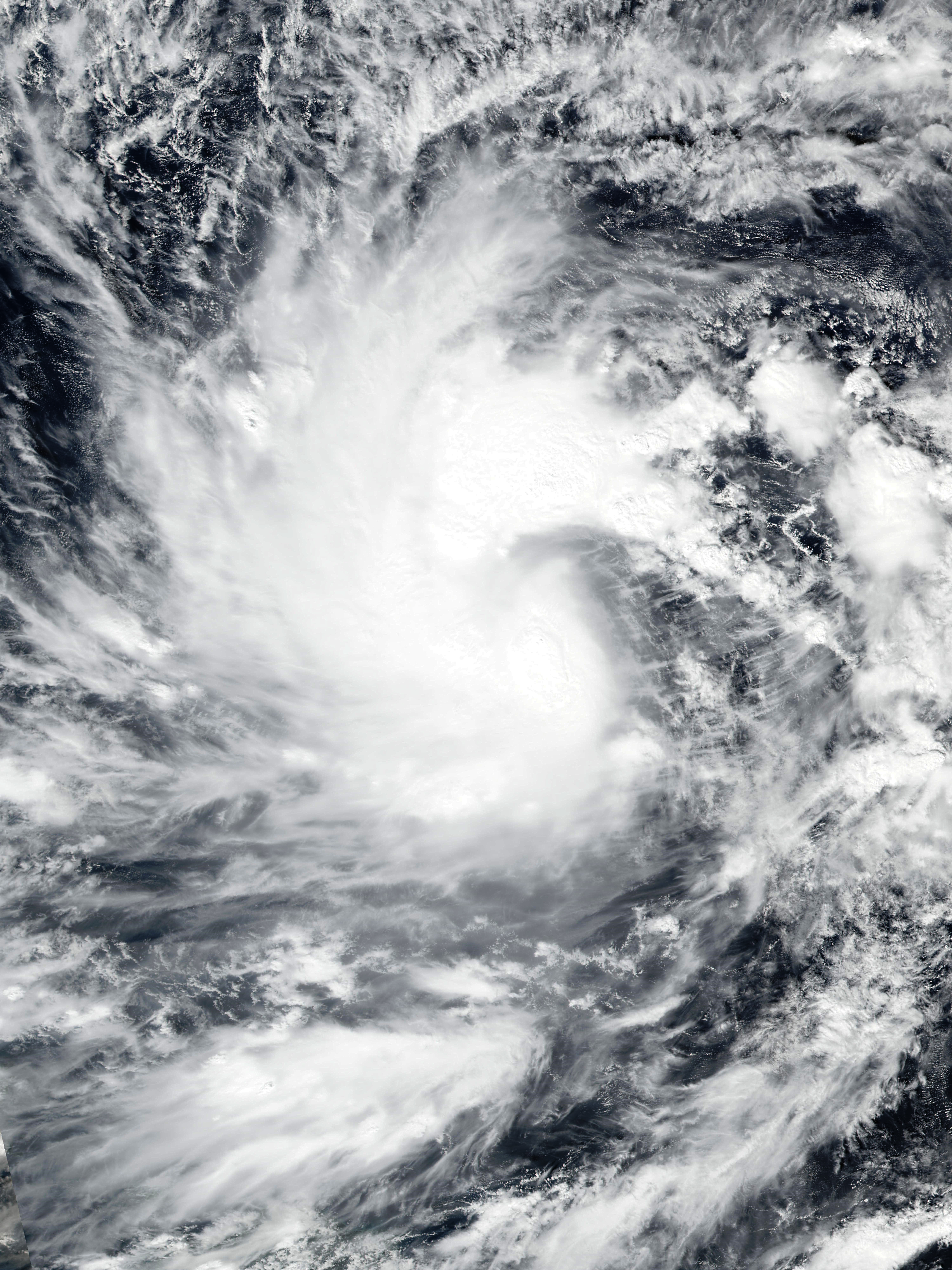
Rai ở cường độ bão nhiệt đới dữ dội.
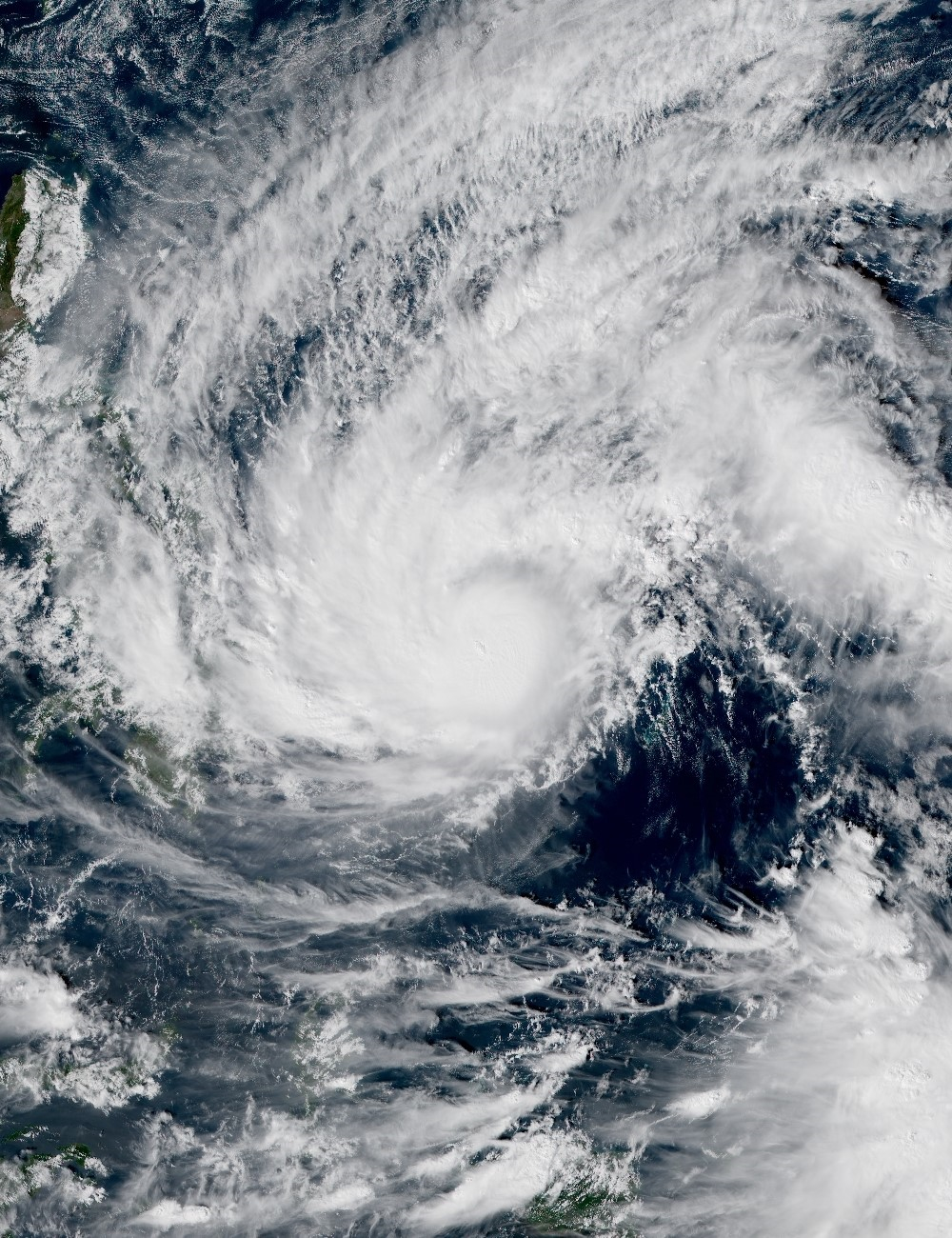
Rai đổ bộ vào Palau lúc đạt cấp 1.
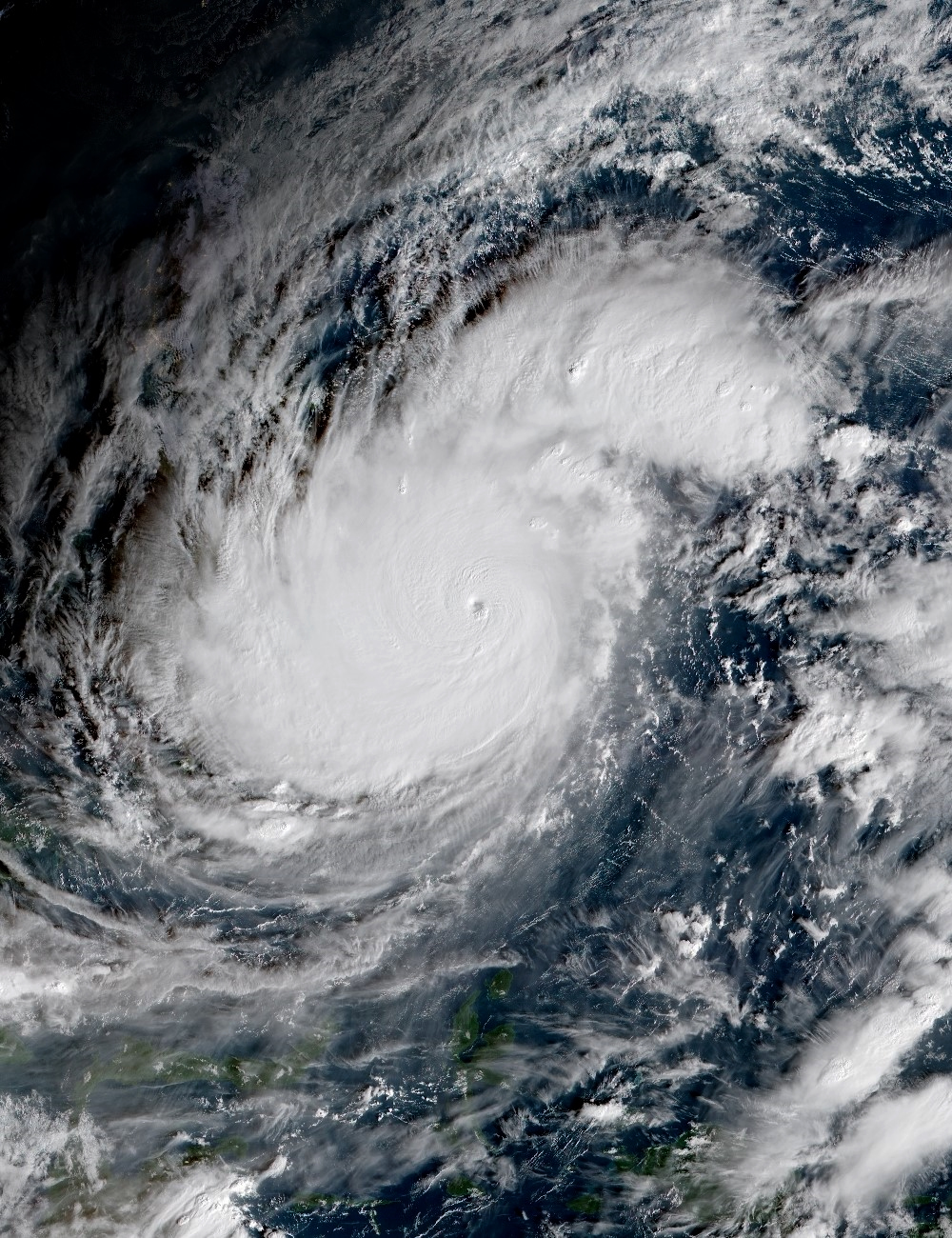
Rai khi đạt cường độ bão cấp 4.
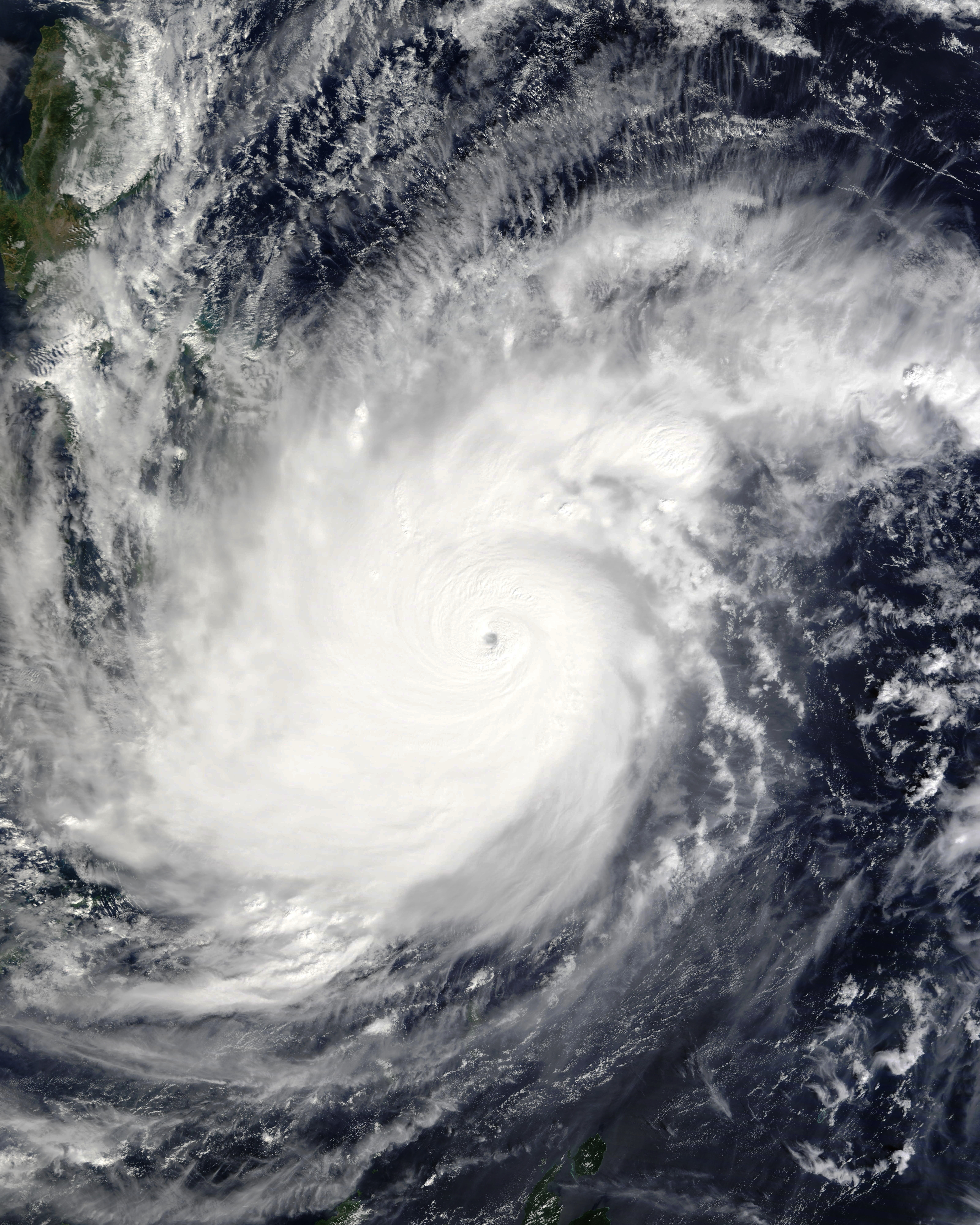
Rai khi đạt mức bão cấp 5 lần thứ nhất.
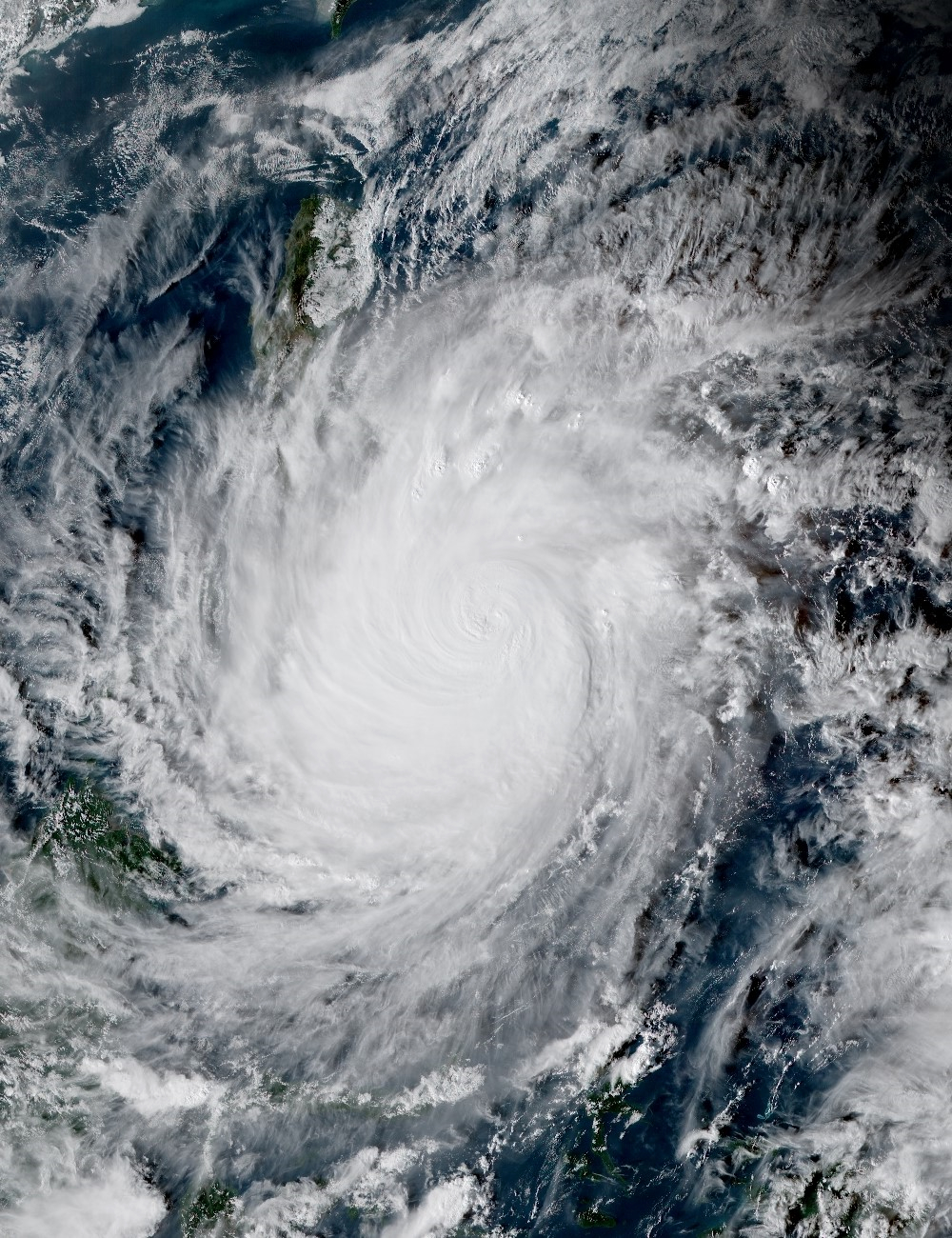
Rai suy yếu thành siêu bão cấp 4.
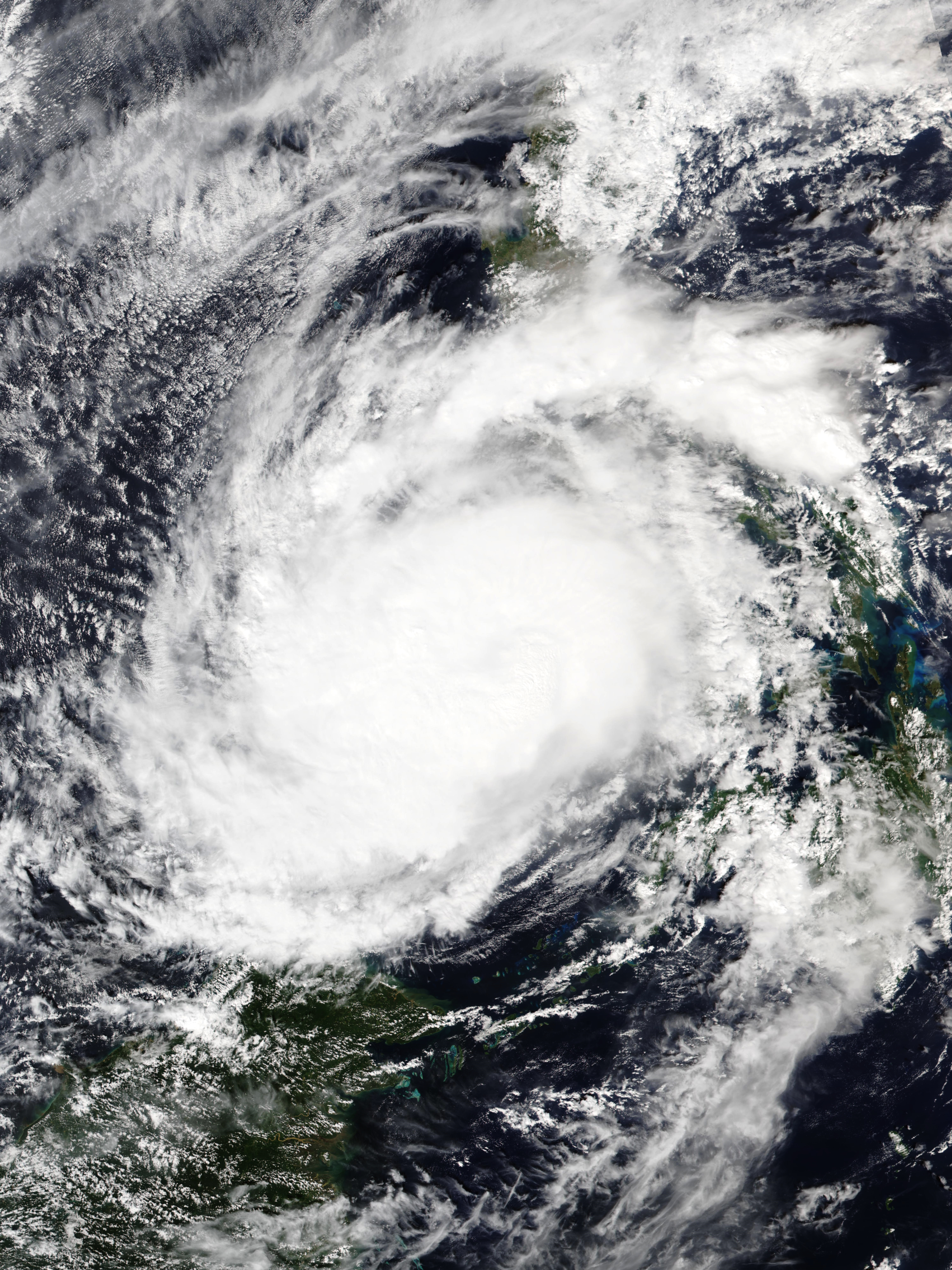
Rai suy yếu thành bão cấp 3.
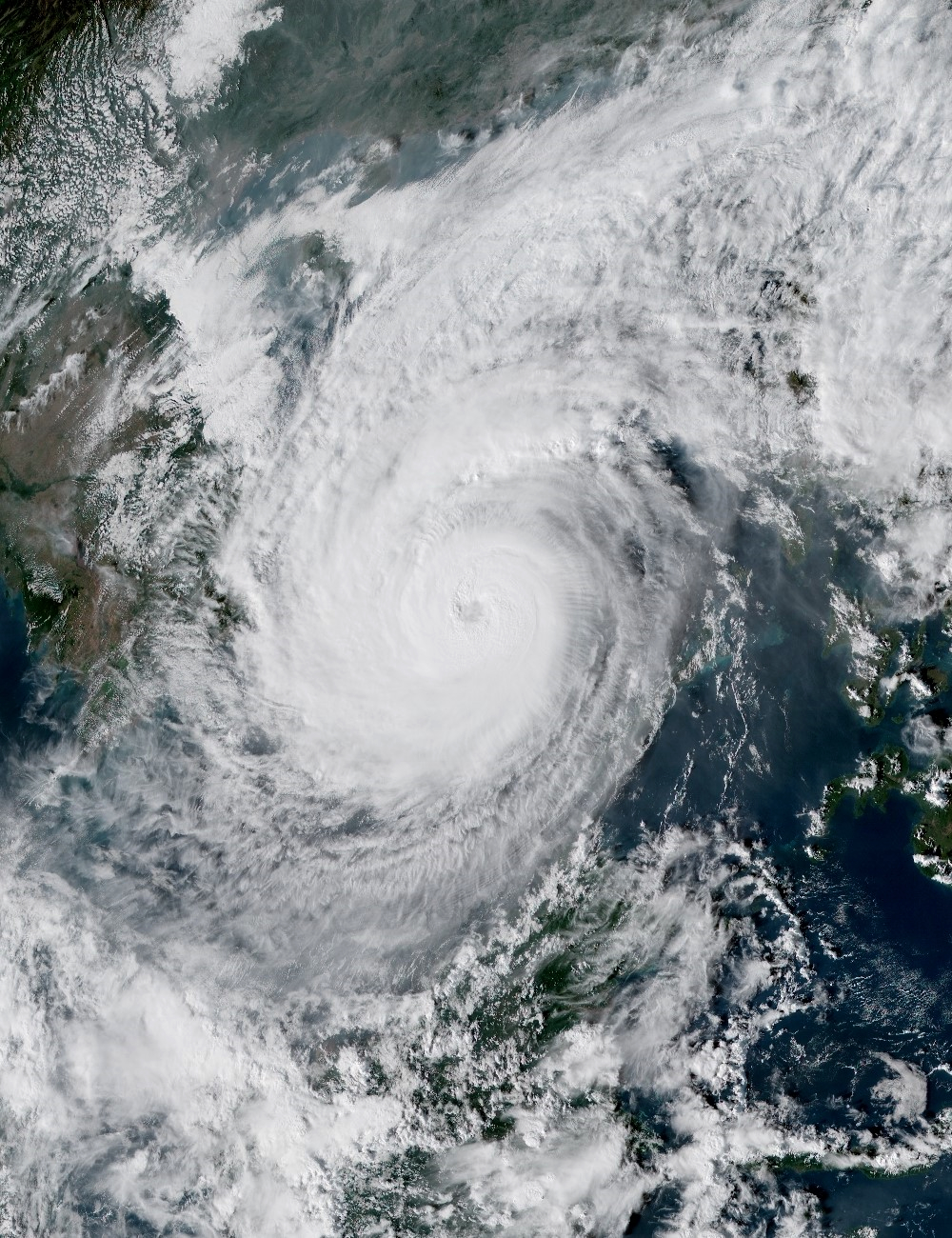
Rai mạnh lên trở lại thành bão cấp 4 (sau khi suy yếu thành bão cấp 2 vào cuối ngày 17 tháng 12 rồi mạnh lên thành bão cấp 3 vào đầu ngày 18 tháng 12)
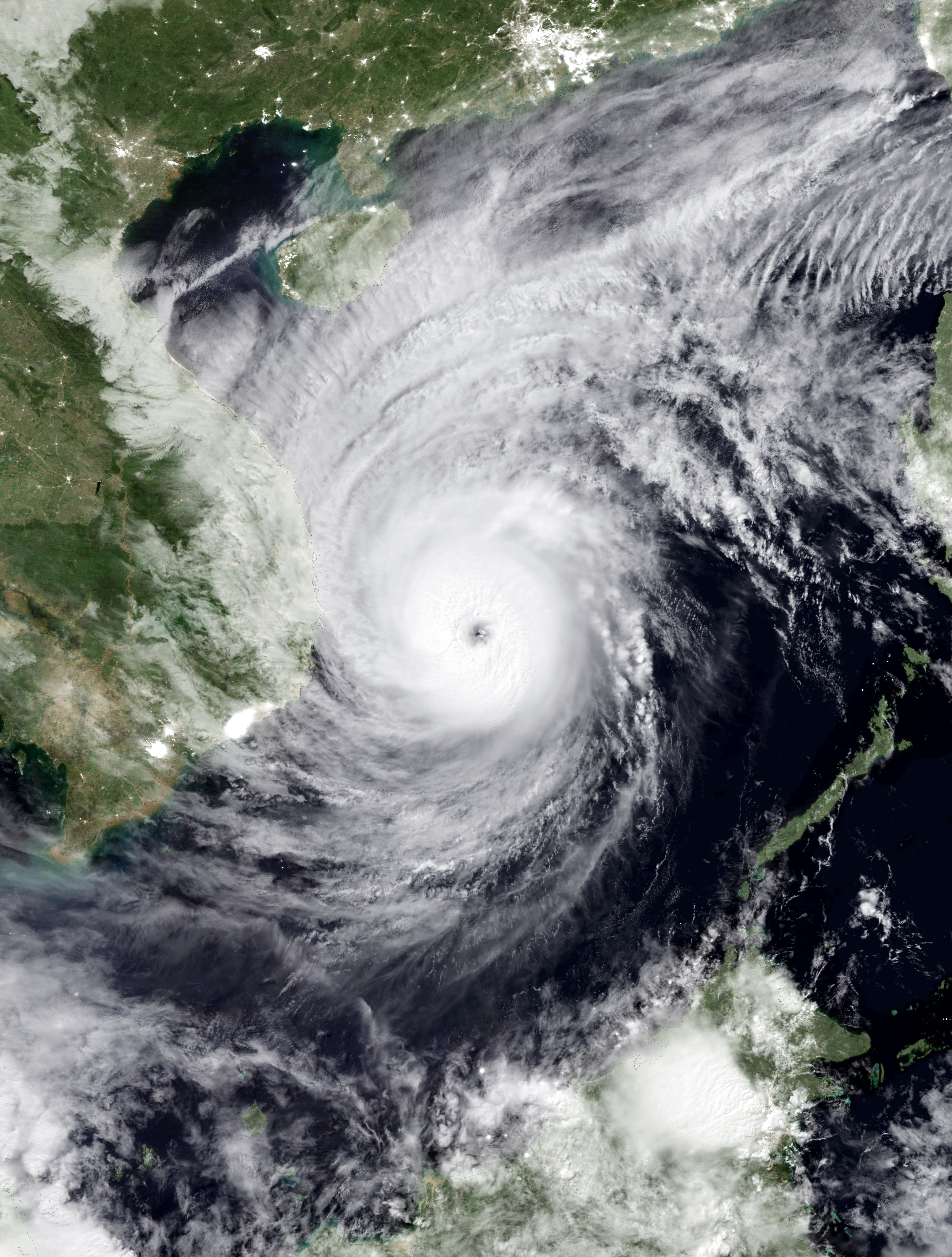
Rai đạt cường độ cực đại trên Biển Đông.
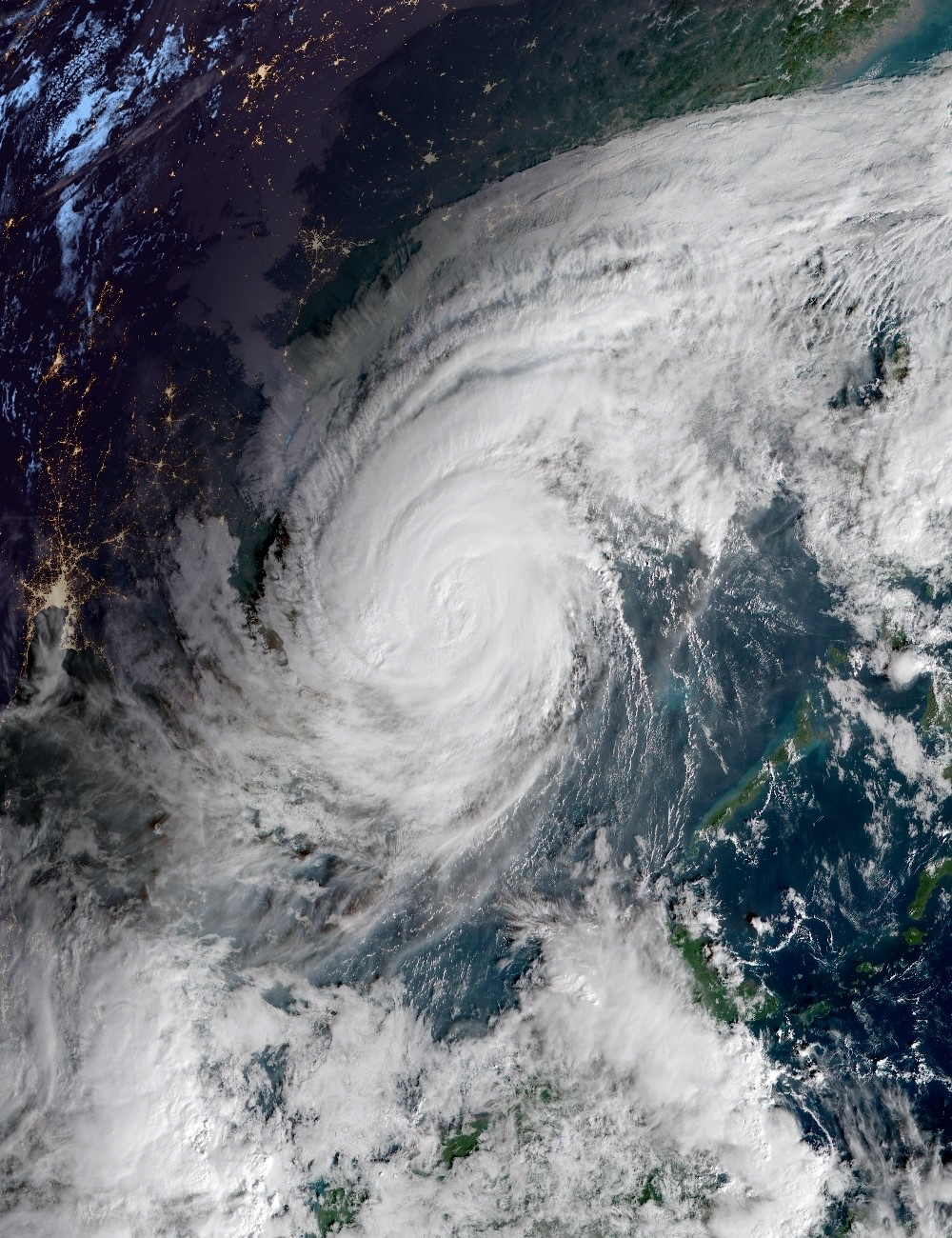
Rai suy yếu thành bão cấp 4
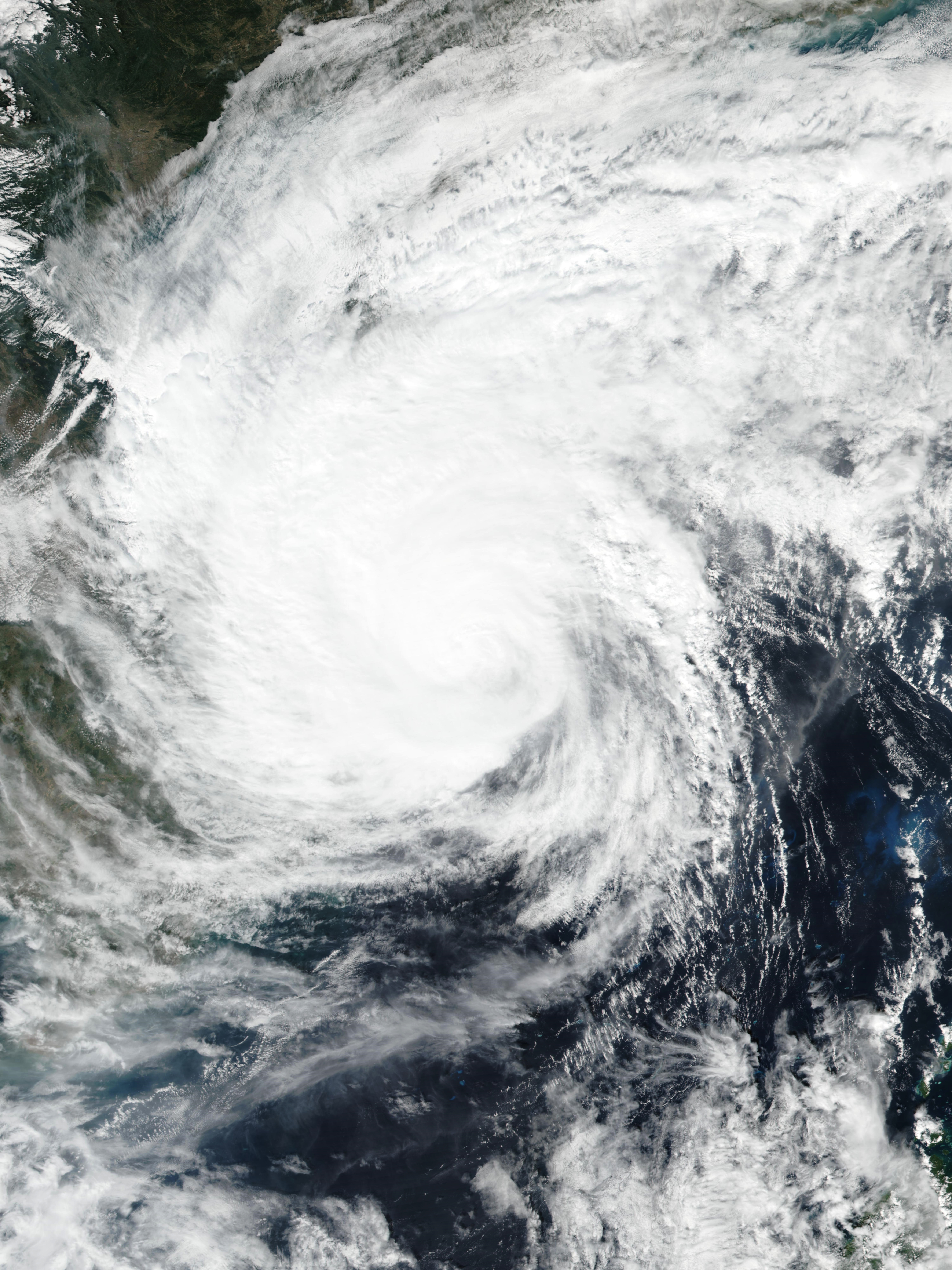
Rai suy yếu thành bão cấp 3
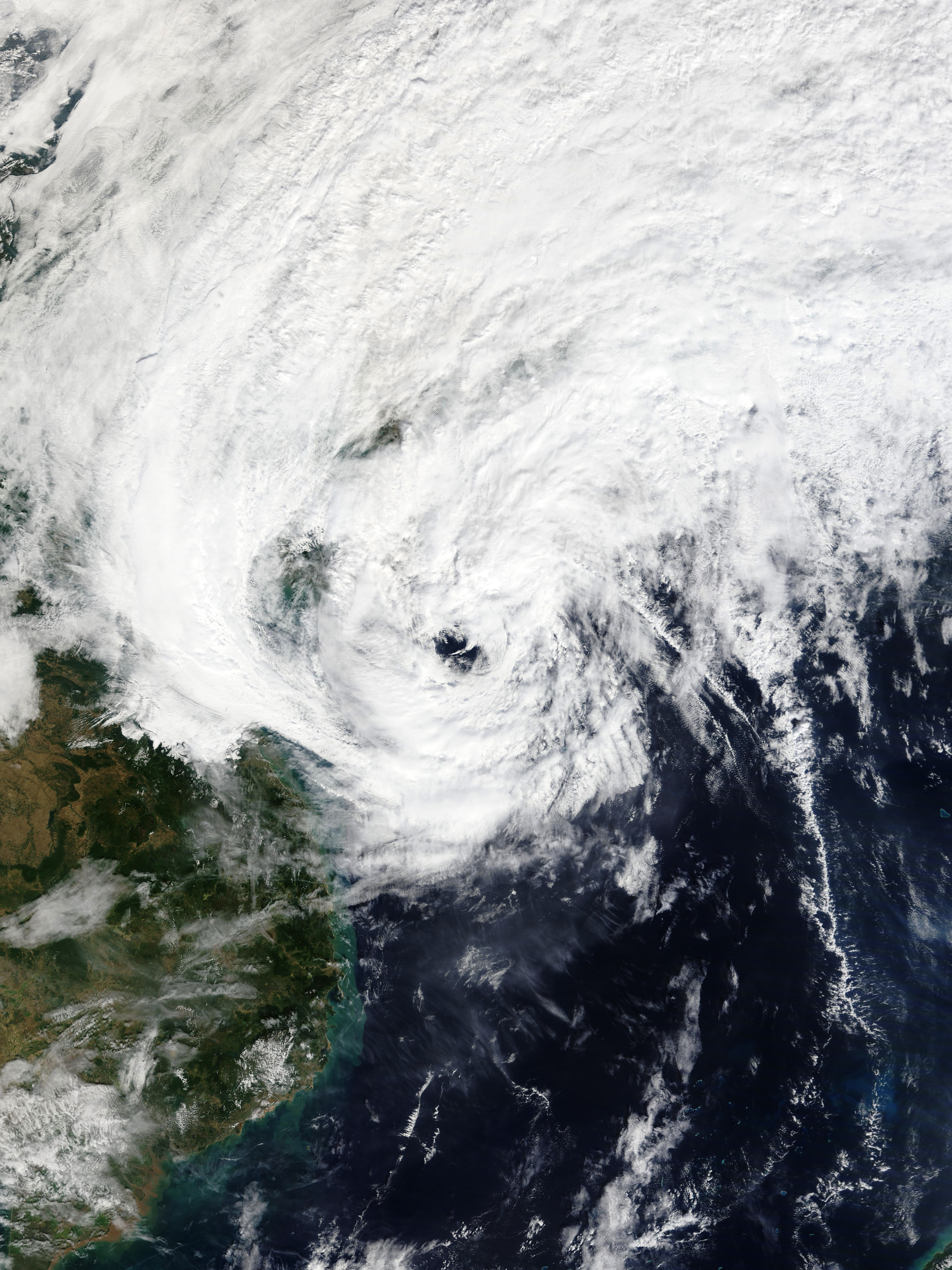
Rai suy yếu thành bão nhiệt đới